# Agulla Superior del Clòt de la Hount
L'Agulla Superior del Clot de la Hount és un cim de 3.115 m d'altitud, amb una prominència de 15 m, que es troba a l'aresta oest del Clot de la Hount, al massís del Vinyamala, a la província d'Osca (Aragó).